# Saint-Rémy-en-Rollat
Saint-Rémy-en-Rollat – miejscowość i gmina we Francji, w regionie Owernia-Rodan-Alpy, w departamencie Allier.

## Demografia
Według danych na rok 1990 gminę zamieszkiwało 1407 osób, a gęstość zaludnienia wynosiła 68 osób/km². W styczniu 2015 r. Saint-Rémy-en-Rollat zamieszkiwało 1696 osób, przy gęstości zaludnienia wynoszącej 82 osoby/km².